# 第44師団 (日本軍)
第44師団（だいよんじゅうよんしだん）は、大日本帝国陸軍の師団の一つ。

## 沿革
第44師団は、1944年（昭和19年）4月4日に本土防衛強化のため、留守第4師団を基幹に大阪で編成された。当初は中部軍隷下にあったが1945年（昭和20年）3月から関東平野に進出。茨城県東茨城郡小川町（現・小美玉市）の百里ヶ原海軍飛行場（現・茨城空港および航空自衛隊百里基地）に駐屯した。
同年4月8日、同じ茨城県の土浦市に本陣を置いて編制完結した第51軍の戦闘序列に編入され、沿岸配備師団の第221師団が防いでいるところに出撃し攻撃をかける機動打撃師団として、本土決戦（陸軍省コードネーム決号作戦、米軍コードネームコロネット作戦）に突入した場合、アメリカ合衆国陸軍を中心とする連合国軍の関東上陸作戦で適地になると予想された太平洋沿岸の茨城県鹿行地域（鹿島郡および行方郡。現：鹿嶋市・行方市・神栖市・鉾田市）の守りに就くことになった。

ところが同年8月15日、第42代内閣総理大臣鈴木貫太郎がポツダム宣言を受諾して帝國陸海軍は降伏。これを受けて本師団は武装解除させられ、本土決戦で活躍することなく、その任務を終えた。

## 師団概要

### 歴代師団長
- 関原六 中将：1944年（昭和19年）4月6日 - 1944年（昭和19年）4月13日
- 川並密 中将：1944年（昭和19年）7月8日 - 1945年（昭和20年）3月19日
- 谷口春治 中将：1945年（昭和20年）3月19日 - 終戦

### 参謀長
- 村岡弘 大佐：1944年（昭和19年）4月6日 - 終戦[1]

### 最終所属部隊
- 歩兵第92連隊（大阪）：伊奈重誠大佐
- 歩兵第93連隊（大阪）：大沢勝二大佐
- 歩兵第94連隊（和歌山）：工藤豊雄大佐
- 野砲兵第44連隊（信太山）：高雄実大佐
- 工兵第44連隊（高槻）：窪田英夫中佐
- 輜重兵第44連隊（曽根）：金沢善治大佐
- 第44師団速射砲隊（曽根）：鮫島良武少佐
- 第44師団通信隊（大阪）：徳永貞少佐
- 第44師団兵器勤務隊
- 第44師団衛生隊
- 第44師団第1野戦病院
- 第44師団第4野戦病院
- 第44師団制毒隊（曽根）：
- 第44師団病馬廠